# Lista de membros da Royal Society eleitos em 1989
Esta é uma lista de Membros da Royal Society eleitos em 1989.

## Fellow of the Royal Society (FRS)
1. Edward Shackleton (1911-1994)[3]
2. Arthur Cain (1921-1999)[4]
3. Patrick David Wall (1925-2001)[5]
4. Thomas Summers West (d. 2010)
5. Marshall Stoneham (d. 2011)
6. Brian Anderson
7. Kenneth Bagshawe
8. John Macleod Ball
9. Adrian Bird
10. Roger Blandford
11. Mark Child
12. Alwyn Davies
13. Peter Goddard
14. Michael Green
15. Sir Brian Heap
16. Geoffrey Hewitt
17. Derek Hull
18. Julian Hunt, Baron Hunt of Chesterton
19. Richard Hynes
20. Michael Norman George James
21. Francis Patrick Kelly
22. John Hartley Lawton
23. Gilbert Lonzarich
24. Andrew David McLachlan
25. Michael Arthur Moore
26. Kim Nasmyth
27. Paul Nurse[6]
28. Robert Ladislav Parker
29. Geoff Parker
30. Sir Richard Peto
31. Warren Richard Roper
32. John Martin Rowell
33. Ian John Russell
34. John Philip Simons
35. Charles Roger Slack
36. Roger Christopher Thomas
37. Anne Treisman
38. Kenneth Wade
39. Robert Gordon Webster
40. Andrew Wiles
41. Ian Robert Young

## Foreign Members of the Royal Society (ForMemRS)
1. Nicole Marthe Le Douarin
2. Paul Erdős (1913-1996)[7]
3. Ken'ichi Fukui (1918-1998)[8]
4. Edward Lewis (1918-2004)[9]
5. Barbara McClintock(1902-1992)[10]
6. Edward Mills Purcell (1912-1997)[11]